# 142014 Neirinck
142014 Neirinck este un asteroid din centura principală de asteroizi.

## Descriere
142014 Neirinck este un asteroid din centura principală de asteroizi. A fost descoperit pe 8 august 2002 la Observatorul Palomar în cadrul programului NEAT. Asteroidul prezintă o orbită caracterizată de o semiaxă mare de 2,42 ua, o excentricitate de 0,04 și o înclinație de 3,7° în raport cu ecliptica.